# Poliuria
La poliuria (pronuncia corretta: /poliˈurja/; pronuncia accettabile: /poliuˈria/) è un'eccessiva o anormale produzione o escrezione di urina (per definizione un'escrezione maggiore di 2,5-3 litri nell'arco di 24 ore in un soggetto adulto o un'escrezione superiore a 40 mL/kg/die). La minzione frequente (o pollachiuria) è di solito un sintomo di accompagnamento. La produzione di urine nel corso della giornata viene meglio definita con il nome di diuresi giornaliera. La poliuria appare spesso associata alla polidipsia (un marcato aumento del senso di sete che porta il paziente a ingerire considerevoli quantità di liquidi: più precisamente un'assunzione di acqua maggiore di 6 L/die o di 100 mL/kg/die), sebbene sia possibile avere poliuria senza polidipsia e viceversa, con la polidipsia che può essere sia una causa della poliuria che un suo effetto. La nicturia, cioè la frequente necessità di eliminare urina durante la notte, può talvolta associarsi alla poliuria.
La polidipsia psicogena, un disturbo psichiatrico, può portare alla poliuria. La poliuria è solitamente vista come un sintomo o segno di un altro disturbo, quindi non una malattia di per sé, anche se in diversi casi può risultare complicato individuare una causa chiara.

## Cause
La causa più comune di poliuria negli adulti e nei bambini è il diabete mellito in scarso controllo metabolico: questa situazione comporta una diuresi osmotica, quando i livelli di glucosio (glicemia) sono così alti che il glucosio viene escreto nelle urine in quanto viene superata la cosiddetta “soglia renale di riassorbimento”. L'acqua segue passivamente la concentrazione di glucosio, portando alla escrezione di un volume di urina anormalmente elevato. Nei soggetti non affetti da diabete mellito, le cause più comuni di poliuria sono una ridotta secrezione di aldosterone (in genere causata da un tumore della corticale surrenale, la polidipsia primaria (un’eccessiva assunzione di liquidi), il diabete insipido centrale e il diabete insipido nefrogeno. La poliuria può anche essere dovuta alla assunzione di diverse sostanze chimiche, come i diuretici, la caffeina e l’etanolo. Può verificarsi anche dopo tachicardie sopraventricolari, durante l'insorgenza di fibrillazione atriale , il parto e dopo la rimozione di una causa ostruente all'interno del tratto urinario (ad esempio un calcolo renale). La diuresi è controllata da diversi ormoni ad azione antidiuretica come la vasopressina, dall'angiotensina II e dall'aldosterone. Con il termine poliuria (diuresi) da freddo ci si riferisce all’aumentata produzione di urina a seguito di esposizione a bassa temperatura: questo fenomeno spiega anche in parte la ben nota diuresi da immersione. La diuresi da altitudine è un tipo di poliuria che si verifica ad altitudini superiori a 3 000 metri, ed è un indicatore auspicabile di adattamento dell'organismo alle alte quote. Gli alpinisti che si adattano bene alle alte quote sperimentano questo tipo di diuresi. 
Attraverso meccanismi che non sono stati ancora pienamente compresi, il centro osmotico dell’organismo per via ormonale stimola i reni ad espellere una maggior quantità di liquidi (e in misura minore spinge verso una natriuresi), così da determinare un innalzamento dell'ematocrito (la concentrazione dei globuli rossi nel sangue) al fine di migliorare la capacità di trasporto dell'ossigeno e opporsi alla nota tendenza alla formazione dell'edema da alta quota.

### Lista delle possibili cause
Generale
- Polidipsia[6]
- Polidipsia psicogena[7]
- Farmaci diuretici, diuresi osmotica[8]

Sistema urinario
- Cistite interstiziale[9]
- Infezione delle vie urinarie[10]
- Acidosi tubulare renale[11]
- Sindrome di Fanconi[12]
- Nefronoftisi (malattia genetica)[13]

Ormonali
- Ipokaliemia[14]
- Diabete mellito[15]
- Uso di corticosteroidi[16]
- Feocromocitoma[17][18][19]
- iperparatiroidismo[20]
- Diabete insipido[21]
- Ipercalcemia[22]
- Ipertiroidismo[23]

- Ipopituitarismo[24]
- Sindrome di Conn[25]
- Iperglicemia[26]

Circolazione
- Insufficienza cardiaca congestizia[27]
- Malattie cardiorespiratorie[28]
- Sindrome da Tachicardia Posturale (POTS)[29]

Neurologiche
- Sindrome da perdita di sali cerebrale[30]
- Danno neurologico[31]
- Emicrania[32]

Altre
- Alte dosi di riboflavina (vitamin B2)[33]
- Alte dosi di vitamina D[34]
- Diuresi da altitudine[35]
- Effetti collaterali da Litio carbonato[36]

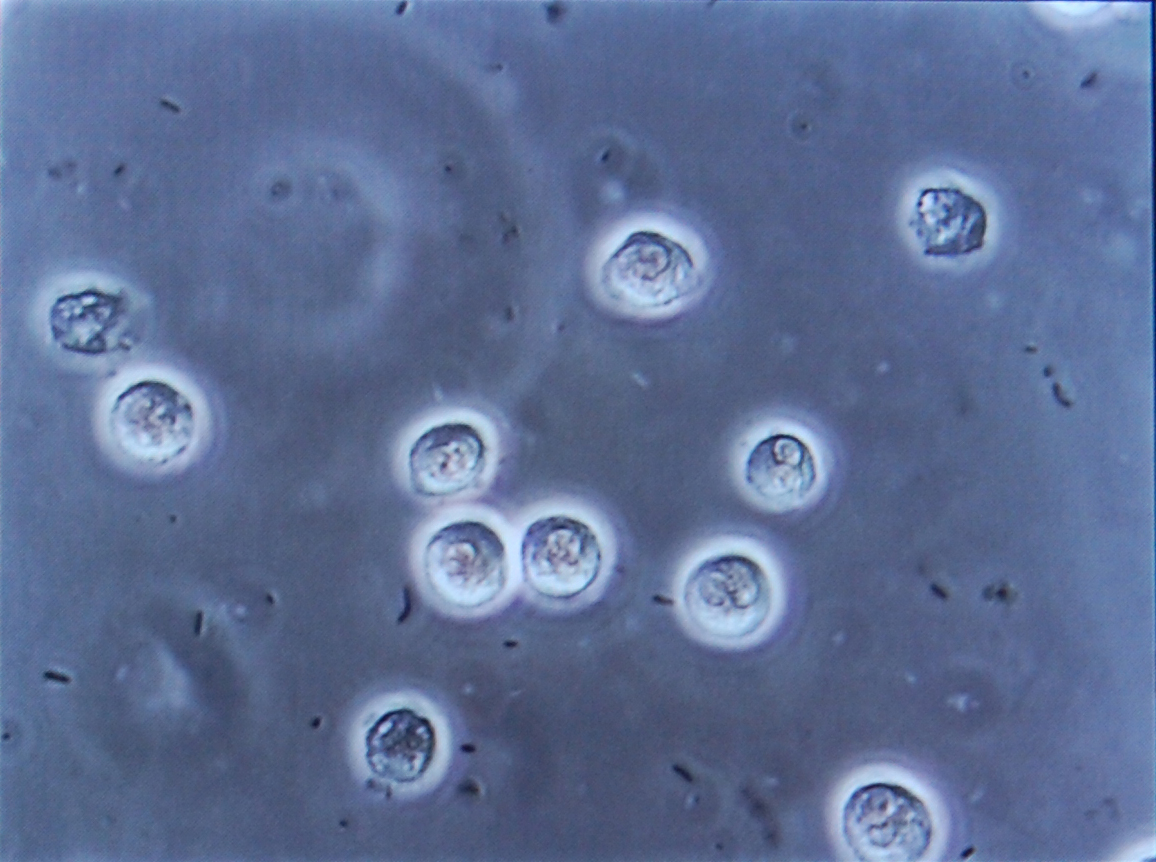
Infezione delle vie urinarie ((i batteri sono in nero e a forma di fagiolo)

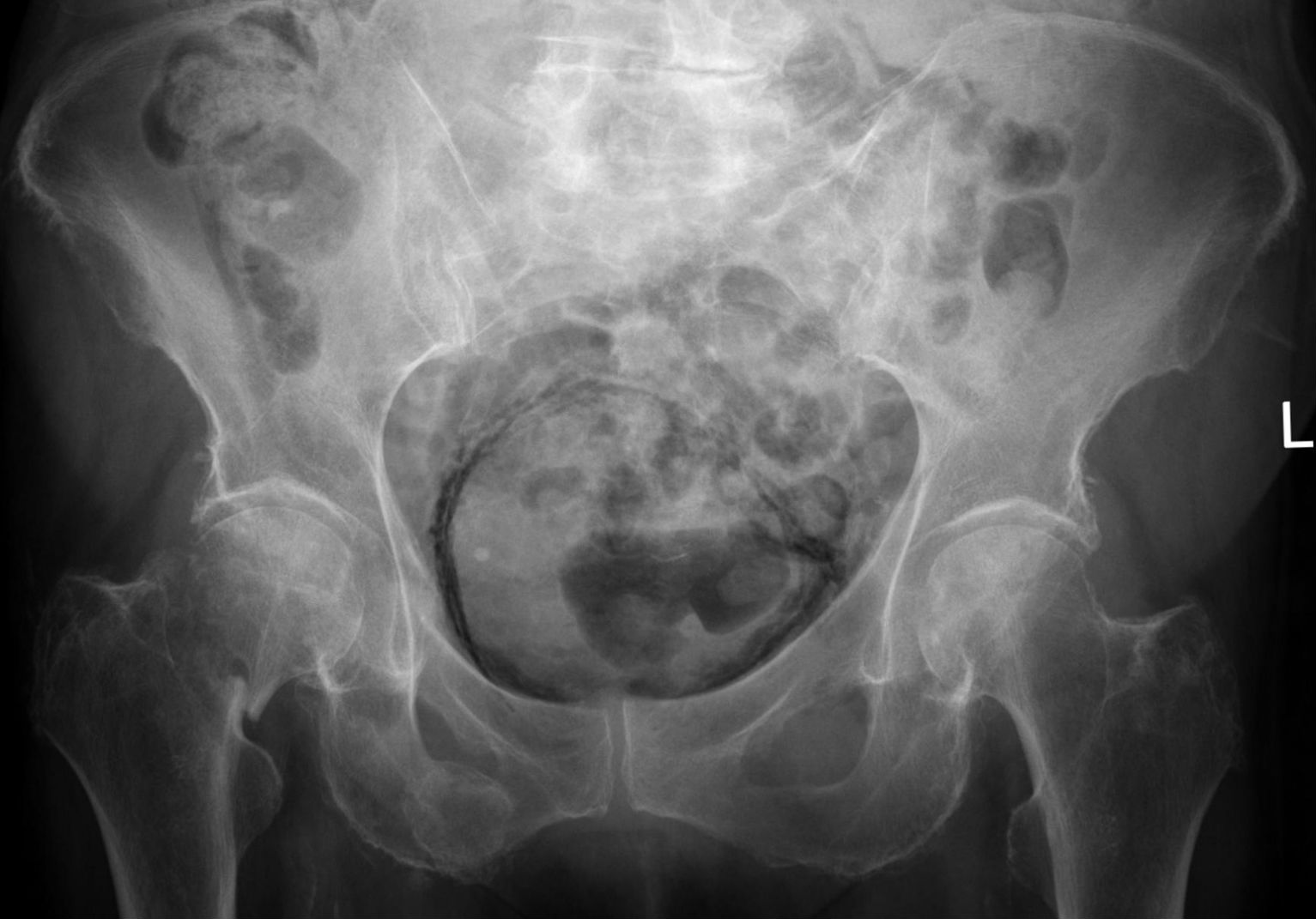
Cistite enfisematosa

- Emocromatosi[37]
- Ocratossicosi[38]

## Meccanismi
Possiamo distinguere 4 principali processi che causano poliuria; in genere sono in gioco uno o più di uno dei seguenti meccanismi:
1. Aumentata ingestione di liquidi: principalmente nelle cause psicogene, nello stress e nell'ansia.
2. Aumentata velocità di filtrazione glomerulare (GFR): in caso di febbre, ipertiroidismo e altri stati ipermetabolici
3. Aumentata escrezione di soluti:ad esempio nel caso del diabete mellito, ipertiroidismo, iperparatiroidismo, uso di diuretici (che fanno sì vi sia un aumento di soluti nel tubulo contorto distale)
4. Impossibilità da parte del rene di riassorbire acqua nel tubulo contorto distale, come nel caso di diabete insipido centrale, oppure diabete insipido nefrogeno, farmaci e malattia renale cronica.

## Diagnosi
La poliuria è solo un segno clinico che può sottintendere numerose e diverse patologie. Per la diagnosi di queste ultime è necessario eseguire un’attenta valutazione anamnestica del paziente indagando in particolare le quantità di liquidi assunti ed eliminati con le urine, le modalità di esordio della poliuria, la concomitanza di alcune condizioni note per associarsi con questo disturbo (ad esempio trauma cranico, ictus, diabete mellito, un recente episodio di ostruzione delle vie urinarie, interventi chirurgici ecc.).
Va attentamente valutata anche la concomitante assunzione di farmaci volta ad identificare eventuali medicinali che possono essere associati a diabete insipido nefrogeno oppure che tendano ad aumentare la diuresi (ad esempio i diuretici, l’alcol, bevande contenenti caffeina).
Anche se anamnesi e valutazione clinica possono suggerire alcune cause di poliuria, è generalmente necessario eseguire alcuni test ematici e strumentali.
Una glicemia a digiuno è utile e sufficiente per escludere un diabete mellito non compensato. La valutazione della natriemia, kaliemia e calcemia forniscono informazioni su un eventuale uso occulto di diuretici. Gli stessi ioni (calcio, sodio e potassio) spesso opportuno vengano misurati anche sulle urine.
A completamento è utile eseguire il dosaggio dell’osmolarità di siero e urine cui talvolta è opportuno associare il dosaggio del livello plasmatico dell’ormone antidiuretico (ADH).
Le prove di privazione di acqua con contestuale misurazione del sodio sierico e urinario, nonché dell'osmolarità sierica e urinaria sono riservate al sospetto di diabete insipido centrale/nefrogeno o alla polidipsia psicogena.

## Trattamento
Il trattamento varia a seconda della causa della poliuria. Secondo il NICE, se altri trattamenti medici hanno fallito, si può ricorrere alla desmopressina, specialmente in caso di poliuria notturna (che può anche essere causata dal diabete mellito).